# Retro

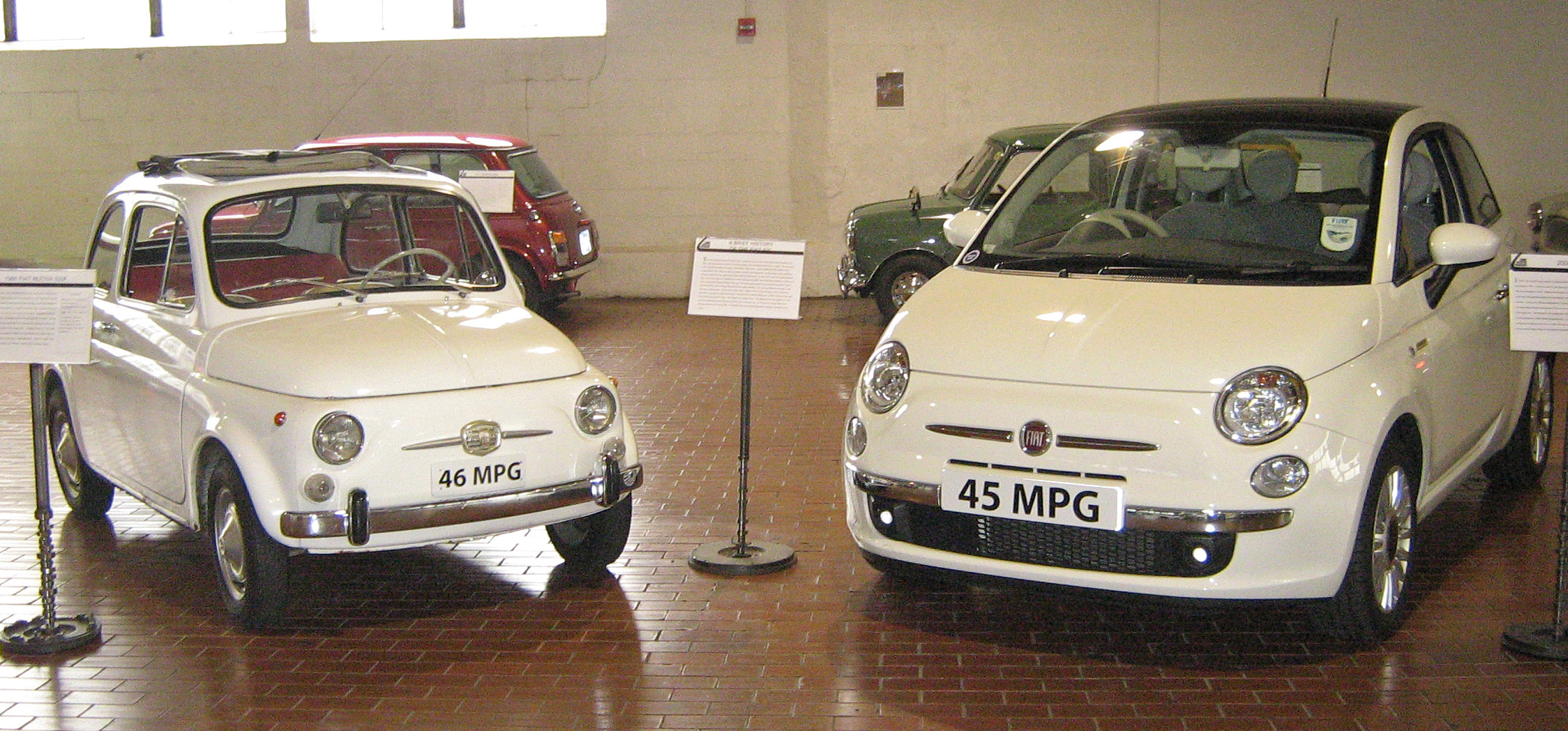
De oude en nieuwe Fiat 500

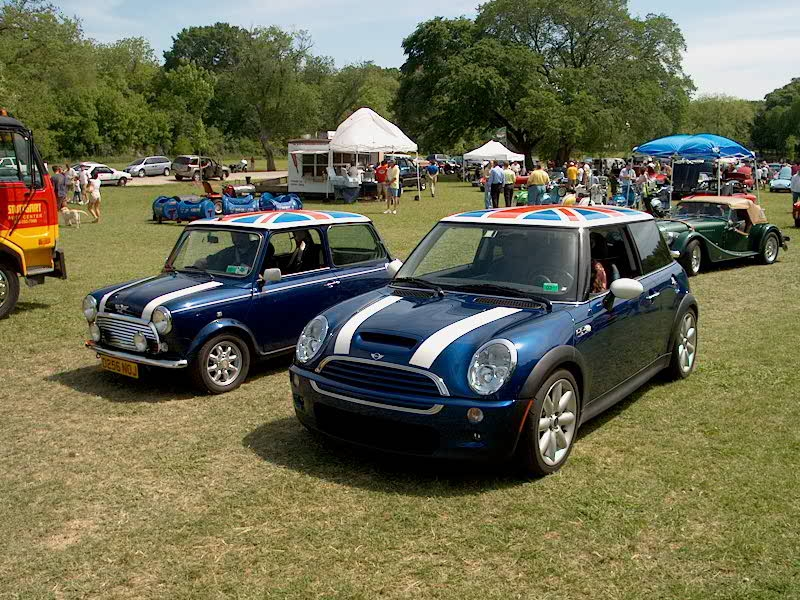
De oude en nieuwe Mini

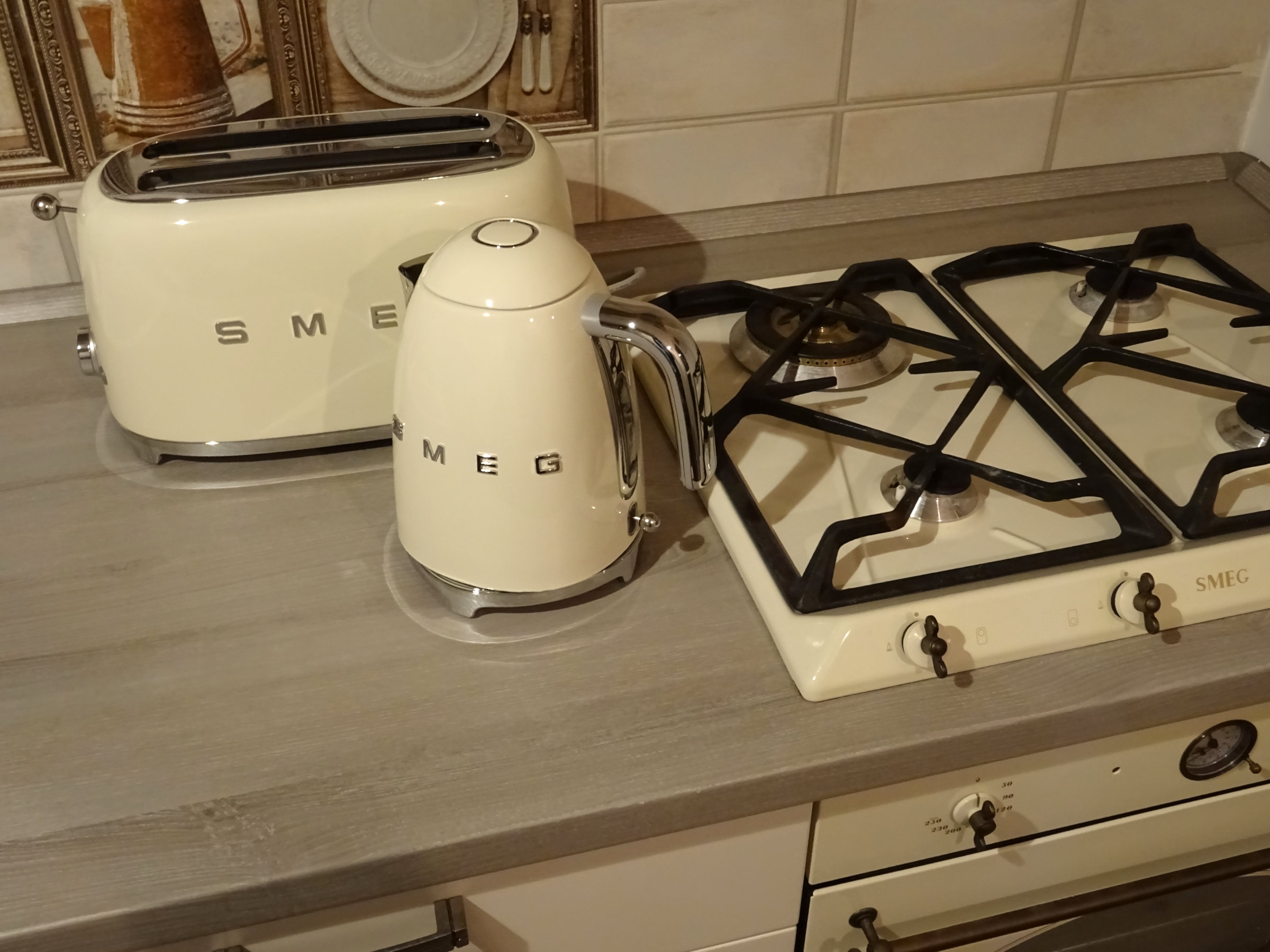
Retro vormgegeven producten voor in de keuken.

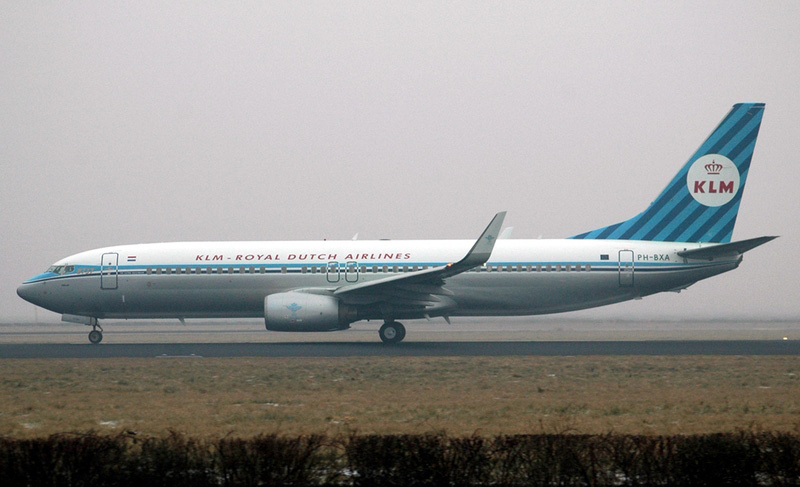
Boeing 737, in 2009 gespoten in het kleurenschema van de KLM uit de jaren zestig

Retro staat voor het teruggrijpen op producten en ontwerpen uit het verleden bij het ontwerpen of lanceren van een nieuw product. Hierbij is de vormgeving van nieuwe producten niet zozeer een kopie van een eerder product, maar is erdoor geïnspireerd en verwijst ernaar terug. Sinds het einde van de 20e eeuw is retro in toenemende mate populair geworden. Het verschijnsel retro doet zich voor binnen vele terreinen, zoals beeldende kunst, kleding, architectuur, automodellen, muziek, fietsen, meubels, computers, computerspellen en websites. Wanneer retro over architectuur gaat, spreekt men ook wel van Neotraditionalisme, of New Urbanism in de Engelse taal.

## Retro-architectuur in Nederland
Vanaf ongeveer rond de millenniumwisseling is in Nederland de retro-stijl in de architectuur in diverse gemeenten toegepast. Hierbij wordt vaak teruggegrepen op woningbouwstijlen uit de eerste decennia van de twintigste eeuw, met details als grotere dakoverstekken en kleinere ramen, soms in delen verdeeld. De stijl is soms ontleend aan de vroege Woningwet (zie onderstaand voorbeeld), de Amsterdamse School en de Haagsche school. Opmerkelijk is evenwel dat het (soms duurdere) koopwoningen betreft. Soms is een geheel vrije bouwstijl toegepast die hooguit is geïnspireerd door een moeilijk te duiden verleden, waarbij de grens met kitsch soms niet eenvoudig te trekken is. De detaillering is soms opmerkelijk: reeds bij de bouw dichtgemetselde vensters of raamluiken die vast aan de gevel verbonden zijn.
De stijl is bij veel mensen populair, hoewel veel architecten liever modern zouden ontwepren. Voorbeelden zijn op vele plaatsen in Nederland te vinden, enkele voorbeelden zijn: de wijk Brandevoort in Helmond en gedeelten van de wijk Schuytgraaf in Arnhem.
Bij deze naar het verleden verwijzende stijl wordt vaak een historiserend taalgebruik gebruikt: "s" wordt "z", "ui" wordt "uy", "d" wordt "t" en dergelijke verbasteringen. Ook worden aan het verleden referende termen gebruikt als "veste" en dergelijke.

### Galerij

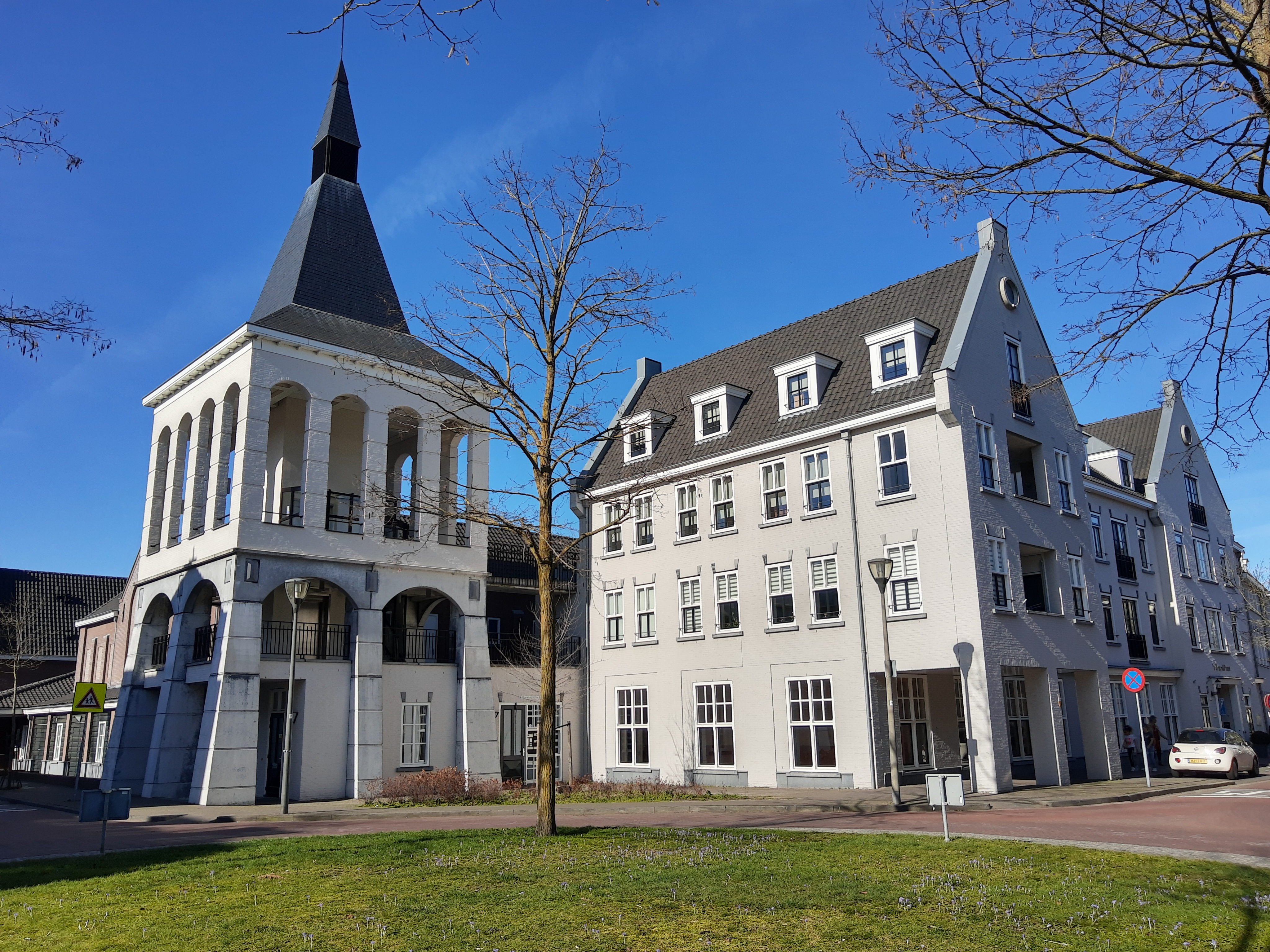
Brandevoort, Helmond
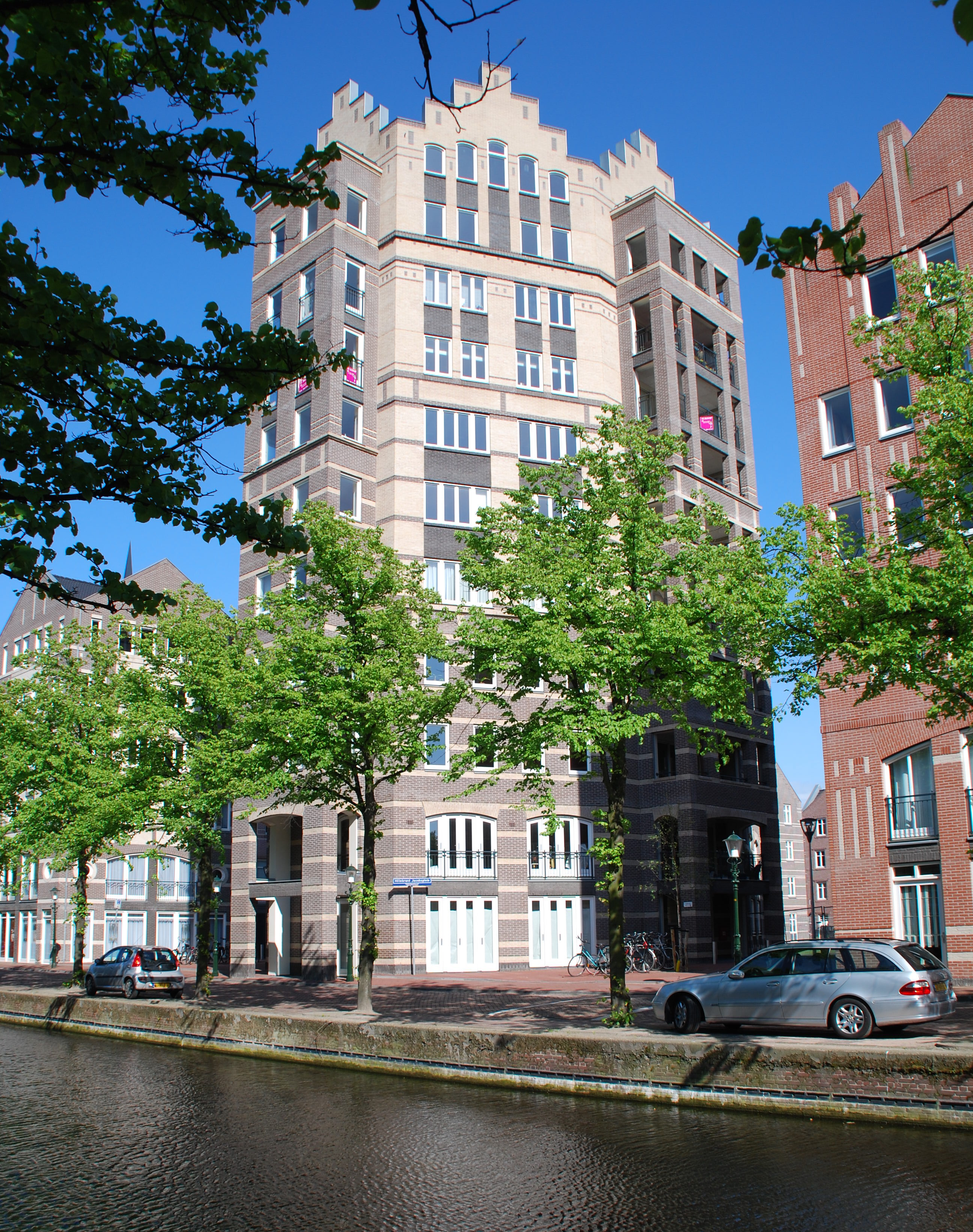
't Haegsch Hof, Den Haag
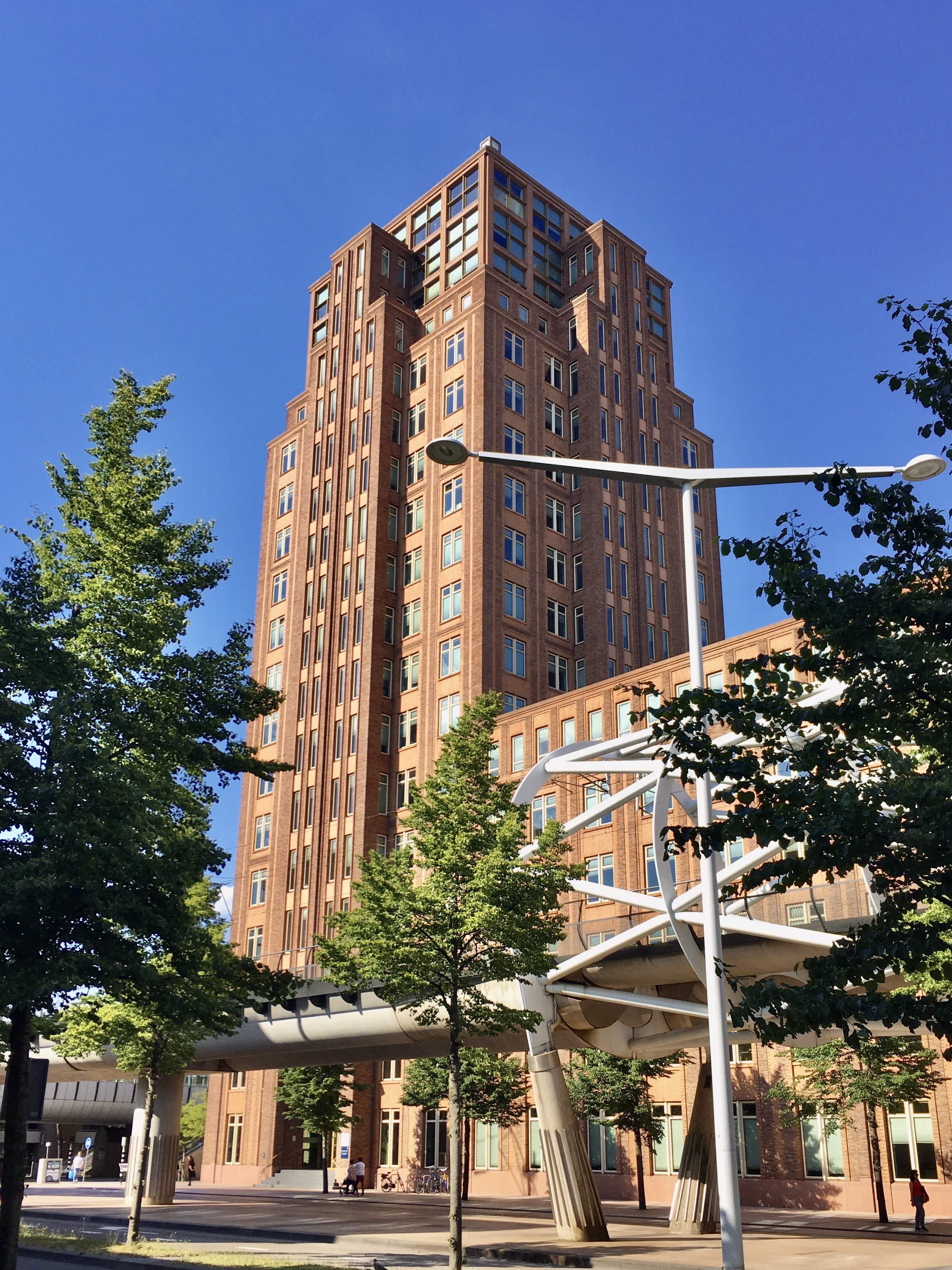
Centre Court, Den haag
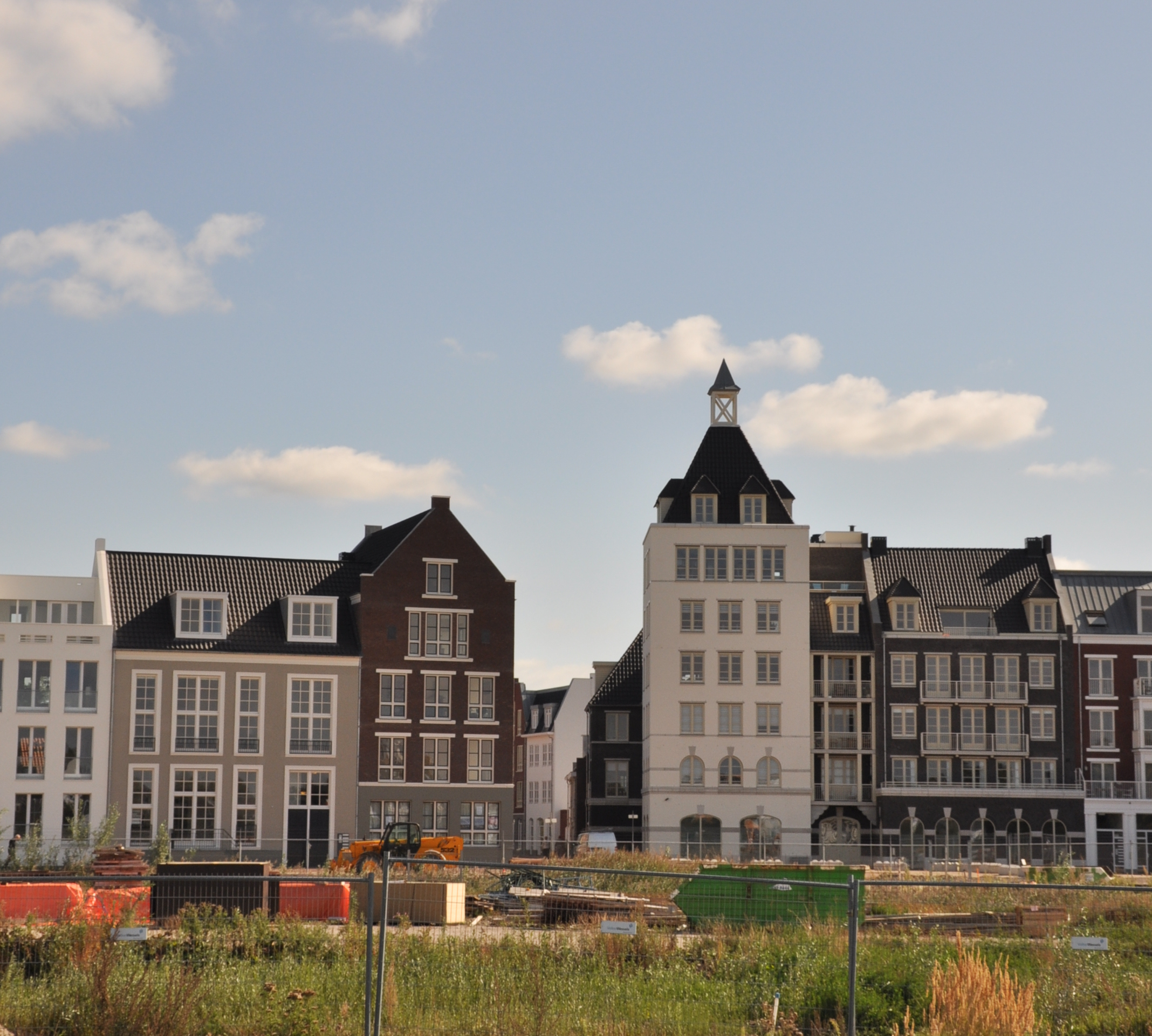
Op Buuren, Maarssen (2009)
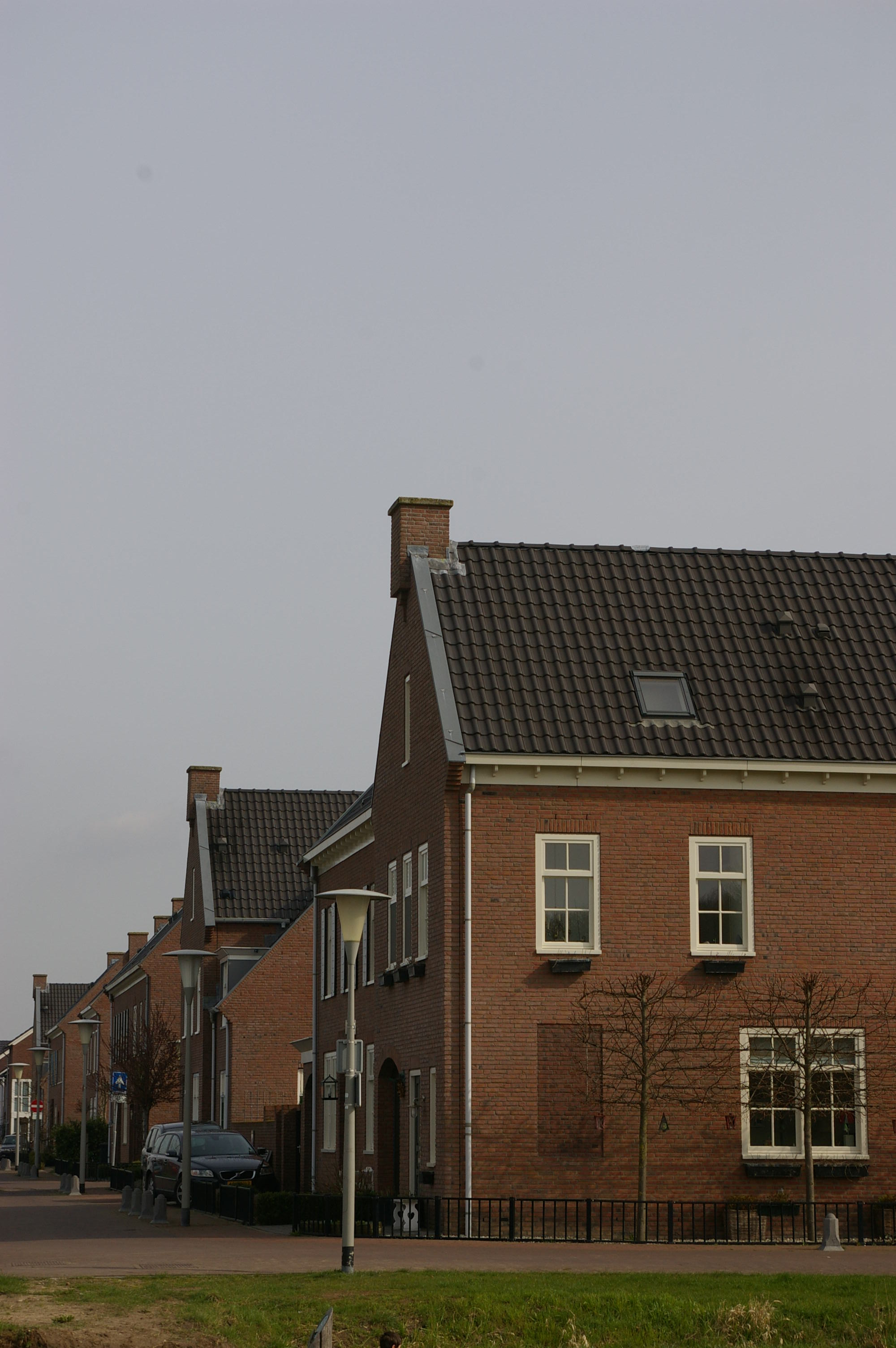
Schuytgraaf, Arnhem (2010)
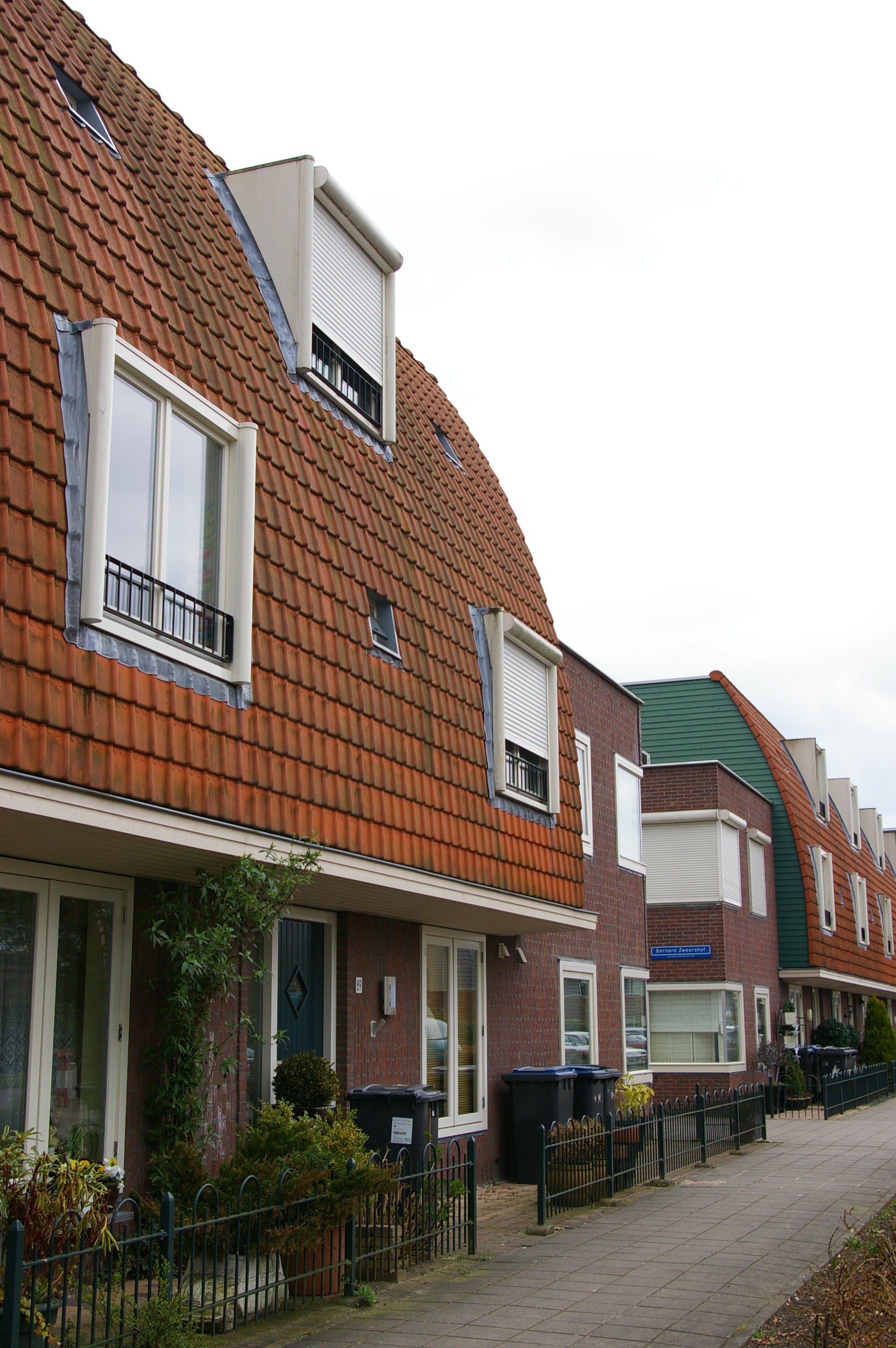
Burgemeester Kootlaan, Uithoorn
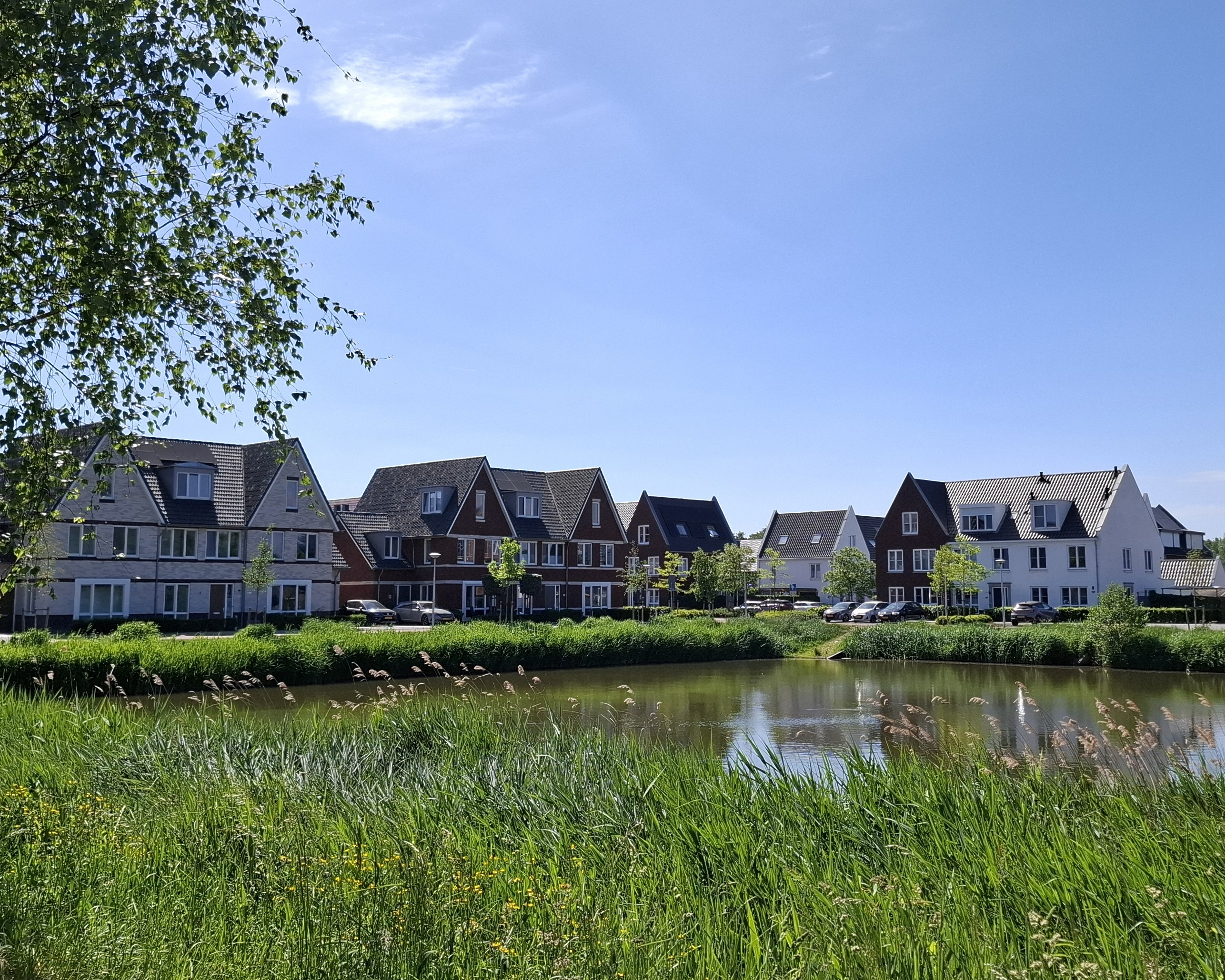
Fazant en Knobbelzwaan, Uithoorn

## Buiten Nederland

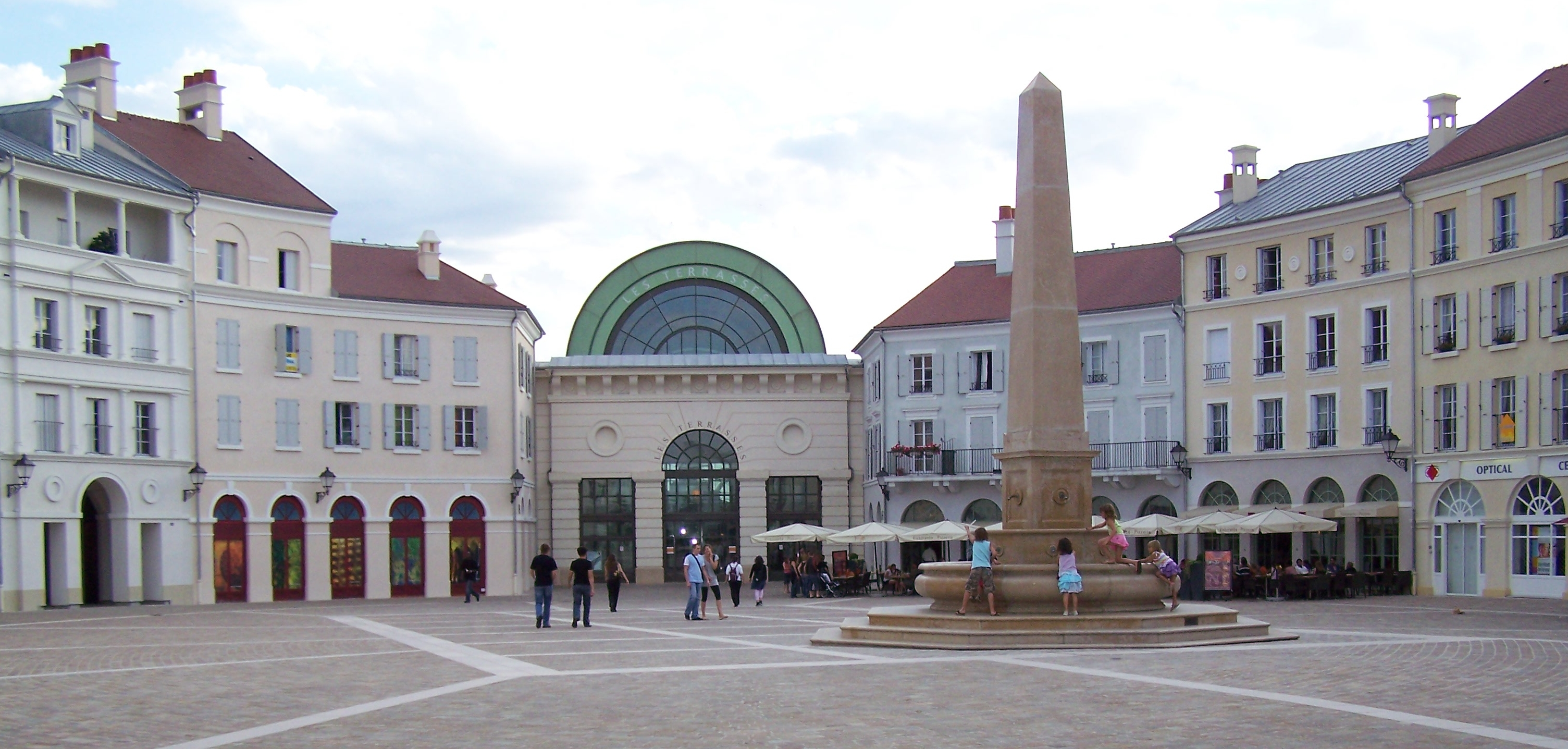
Place Toscane in Serris

- Seaside in het Westen van Florida is een van de eerste nieuwe dorpen waar retro architectuur is toegepast.
- Poundbury in het Zuiden van Engeland is -net als Brandevoort- een dorp dat in enkele jaren geheel nieuw is gebouwd. Ook hier grijpt men terug op het verleden, maar dan met gebruik van Engelse stijlen.
- Fairford Leys is het midden van Engeland is vergelijkbaar van opzet als Pounbury, maar iets kleiner.
- Serris ten Oosten van Parijs heeft een nieuw centrum, dat sterk teruggrijpt op stijlen uit het verleden.

## Kritiek op retro
Mensen en stromingen die vernieuwing en originaliteit waarderen, zien het verschijnsel retro als een vorm van achteruitgang en regressie. Maar ook mensen die denken vanuit de postmoderne traditie menen dat stijlen die zich qua vorm baseren op het modernisme, regressief zijn en (binnen dit postmodernisme paradoxaal genoeg) niet origineel zijn. Zo bestaat er bijvoorbeeld binnen de architectuur een belangrijke modernistische traditie. Vanuit deze modernistische traditie ligt de retro-architectuur (ook wel neotraditionalisme genaamd) onder vuur.
Overigens zien andere moderne stromingen het verschijnsel retro juist als respect voor bepaalde traditionele waarden en een behoefte aan identiteit.